# Pueblo Nuevo (Madrid)

Situación del barrio de Pueblo Nuevo en el distrito de Ciudad Lineal.

Pueblo Nuevo es un barrio al este de la ciudad de Madrid, en el distrito de Ciudad Lineal. Sus calles principales son la calle Alcalá y la calle de los Hermanos García Noblejas, que lo separa del distrito de San Blas-Canillejas. Entre los lugares más importantes del barrio se encuentra el centro comercial Alcalá Norte.

## Geografía
El barrio se sitúa al sur de la calle Alcalá y llega hasta la M-23. Teniendo al oeste la avenida de Daroca que limita con cementerio de la Almudena correspondiente al barrio de Ventas y al este con la calle de los Hermanos García Noblejas que limita con el distrito de San Blas-Canillejas.
Pueblo Nuevo se puede dividir en tres zonas (Todas comparten la calle de los Hermanos García Noblejas que se extiende desde la plaza de Ciudad Lineal hasta la plaza de Alsacia):
- La zona de la calle Alcalá (Comprende las calles de Alcalá, Lago Constanza y Vital Aza), conocido simplemente como Pueblo Nuevo.

En él se encuentra el Centro Comercial Alcalá Norte, la Junta Municipal del Distrito de Ciudad Lineal y el área comercial del barrio situado en la calle Alcalá.
- El entorno de la calle Ascao y calle Francisco Villaespesa (Comprende las calles de Lago Constanza, Vital Aza, Guillén de Castro, Achuri, Francisco Rioja y Breña). Conocido simplemente como Ascao.
- El Barrio de Bilbao, como es conocido popularmente e históricamente en la zona se puede dividir a su vez en tres zonas:

- El entorno de la calle y el Parque Arriaga. 
- La zona norte del barrio de Bilbao, conocido simplemente como García Noblejas  (Entorno de las calles de Braulio Gutiérrez, Santurce y Gandhi) y la zona sur (Entorno de la calle de Villaescusa y el Depósito del Canal de Isabel II), conocido como La Almudena o Villaescusa.
Ambas divididas por la calle Francisco Largo Caballero.

## Historia
La Historia de Pueblo Nuevo está muy ligada a otros barrios del Distrito de Ciudad Lineal, compartiendo con estos una historia y origen común teniendo como eje vertebrador la calle Alcalá. 

Mapa de Pueblo Nuevo entre 1900 y 1935

Hacia el siglo XVIII ya se tiene constancia de numerosas ventas, tabernas y bodegones más allá del puente sobre el ya desaparecido arroyo Abroñigal. Dichos negocios servían de descanso a todo aquel que hiciera uso del camino de Aragón (actual calle Alcalá), ya fuese en dirección a Madrid como antes de abandonar esta ciudad, camino de lugares como Alcalá de Henares. Un escritor de finales del siglo XIX comentaba sobre una de estas ventas: «exhalan bocanadas de humo asfixiante del aceite frito, en los que se sirven cubiertos desde dos pesetas cuyos platos más favorecidos son los callos y caracoles». Se trataba de una zona lejana y sin apenas planificación urbana, atravesada por caminos polvorientos y habitada por gente humilde.
La zona en la que se ubica en la actualidad Pueblo Nuevo formaba parte a principios del siglo XX y hasta 1951 de los municipios de Canillejas y Vicálvaro. Será en el primer tercio del siglo XX otra de las zonas del extrarradio de Madrid beneficiadas por la fuerte inmigración de las poblaciones cercanas. También se recoge la presencia de pequeños núcleos poblados por quinquilleros, también llamados mercheros en el barrio de San Pascual. La que hoy en día se conoce como calle de Alcalá, recibía el nombre de Carretera de Aragón, que arrancaba desde el arroyo Abroñigal, hasta más allá del cruce con Ciudad Lineal. En el primer cuarto del siglo XX, la conexión de Pueblo Nuevo con el resto de Madrid era mediante tranvía. El cruce con Ciudad Lineal y García Noblejas era conocido popularmente como la Cruz de los Caídos por un monumento erigido durante la dictadura que, posteriormente, ya en la democracia, fue desmantelado.

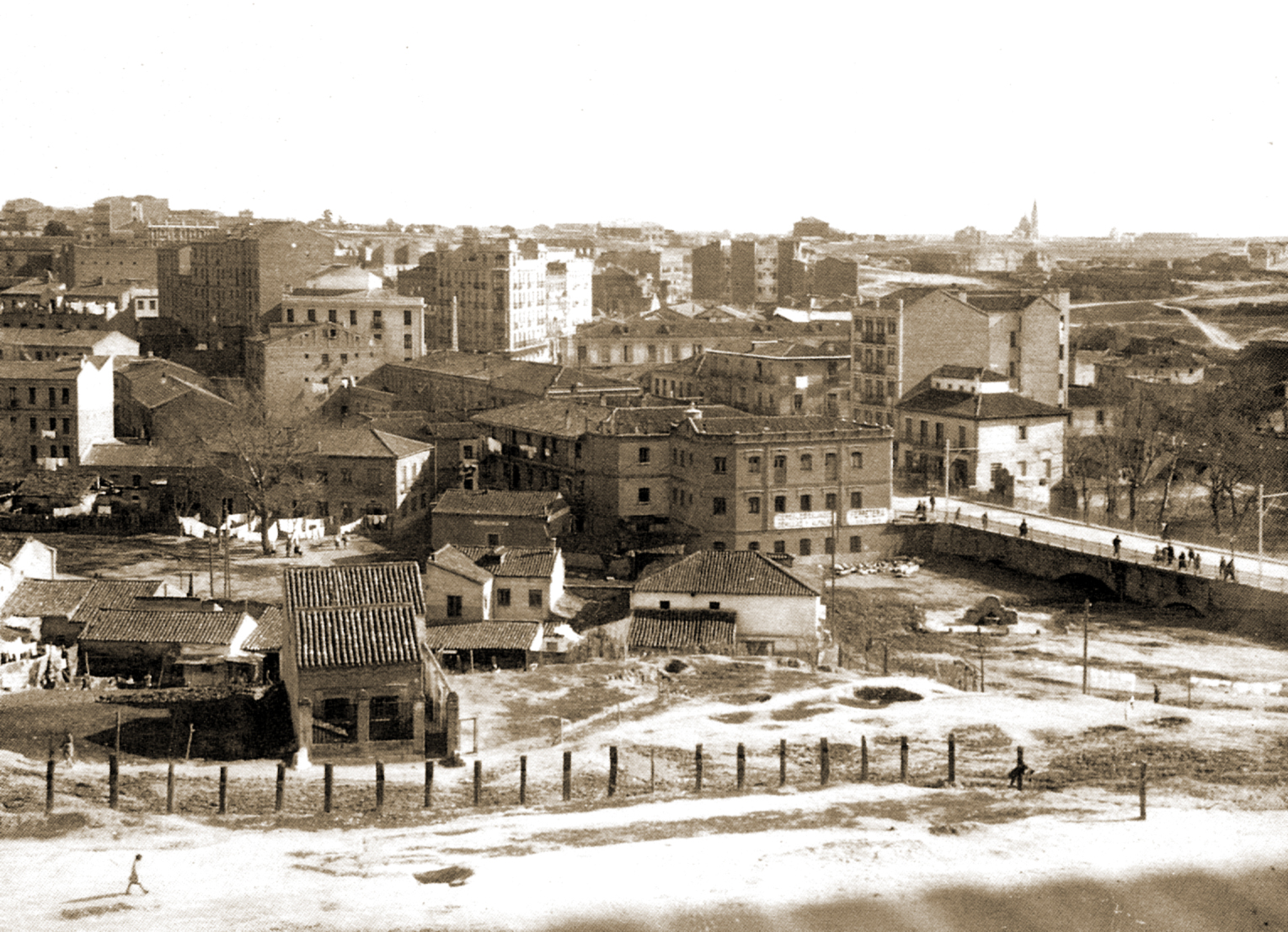
Fotografía del arroyo Abroñigal y el puente tomada desde la plaza de toros. Al fondo lo que se conocía como la colonia de la Concepción, hacia 1933

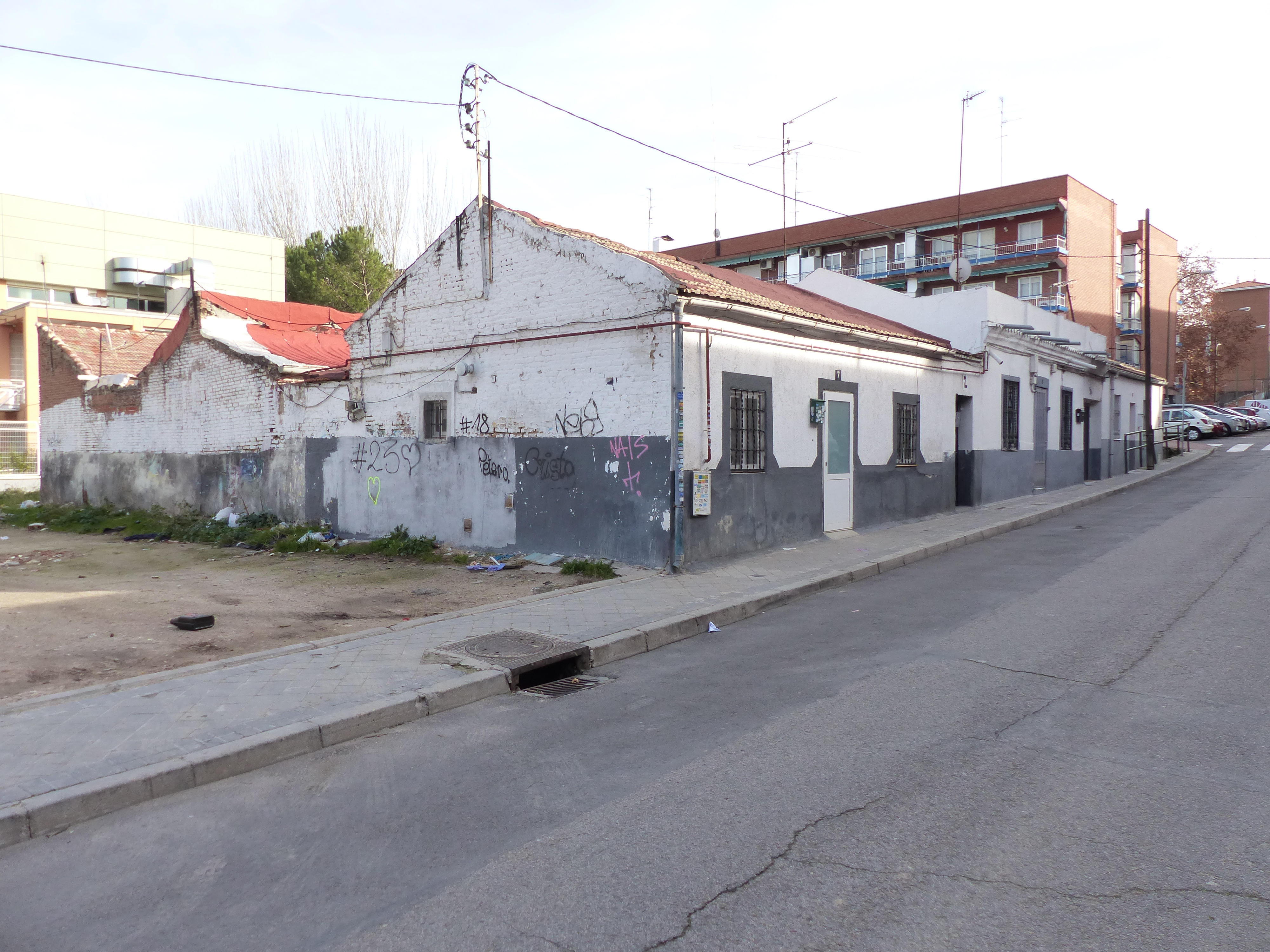
Casas construidas en 1939 en la actualidad. Quedan pocos ejemplos de las viviendas unifamiliares de la primera mitad del.

En torno a la carretera de Aragón, hacia 1900, solo existían dos núcleos habitados con acceso a ella: el primero a la izquierda tras atravesar el arroyo Abroñigal y a la derecha (en la actual parada de Metro de El Carmen) hasta Villa Carmen. En estas fechas, a comienzos del siglo XX, la zona era conocida como barrio de la Concepción. La zona estaba poblada por numerosos cultivos y huertas, destinadas al abastecimiento de los mercados de Madrid. El lugar donde se ubica la actual plaza de toros de Las Ventas, en lo que era el límite de Madrid, recibirá ese nombre por las numerosas ventas y quintas en torno al arroyo y más allá de éste. Una de las industrias del barrio, a comienzos del siglo XX, era la de ladrillo, de donde se abastecerá obras como las de la calle O'Donnell o la misma plaza de toros. Otras actividades económicas fueron las vaquerías, talleres de cantería, marmolistas, cerrajería de lápidas y ornamentos fúnebres (aprovechando la cercanía del Cementerio de La Almudena.

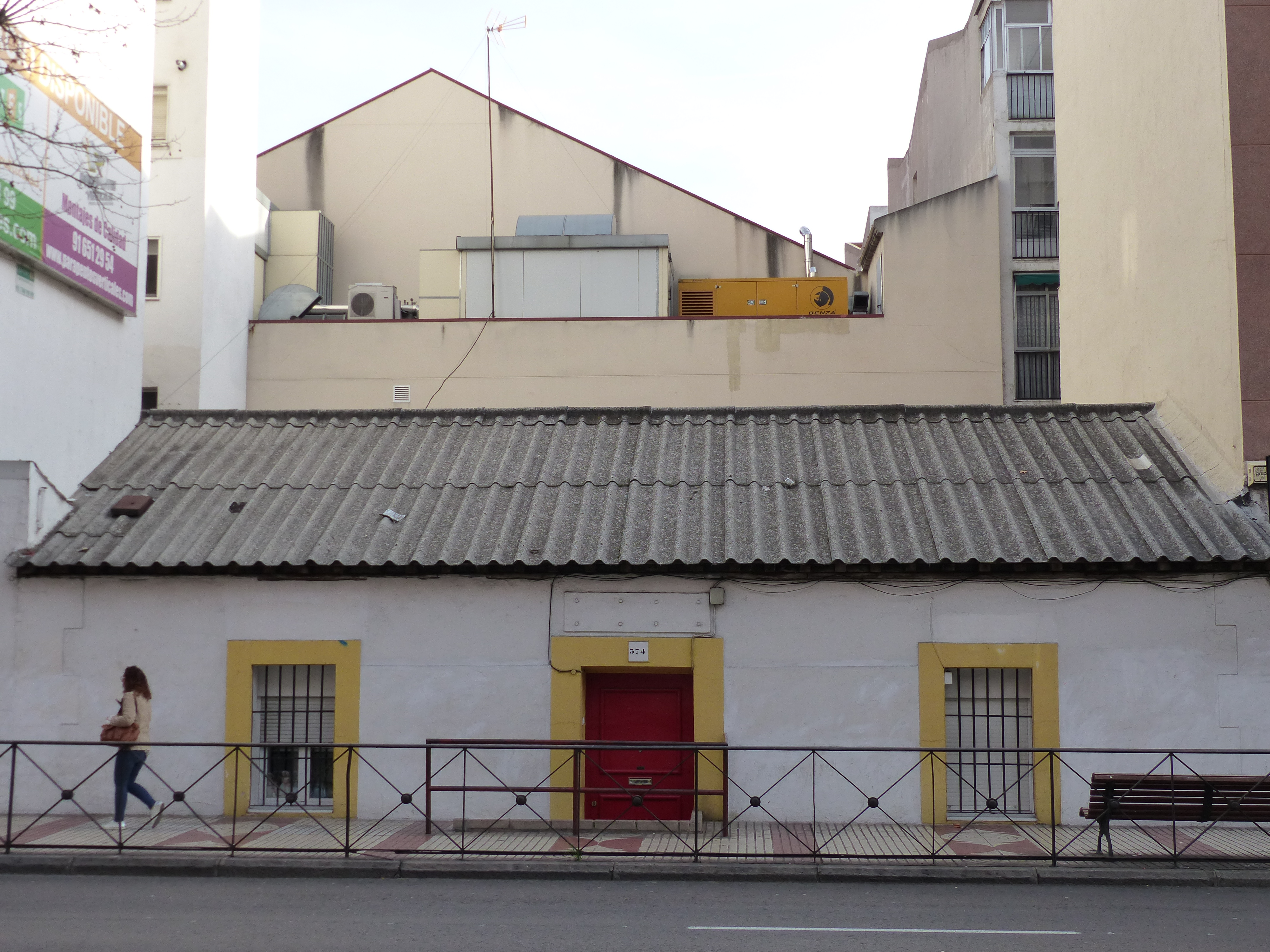
Casa unifamiliar de la calle Alcalá. Este tipo de viviendas pobló los laterales de la calle antes de su incorporación a Madrid en 1951

Hacia 1900, toda la zona será parcelada, siendo cada propietario el responsable de edificar en su terreno su propia vivienda, construcción que, generalmente, no superaba una planta. Las casas eran de ladrillo, con tejado a dos aguas, con la puerta principal en la fachada, flanqueada por dos ventanas. Seguían una tipología semejante a las casas obreras que se estaban edificando en Ciudad Lineal. Tras la Guerra Civil, la demanda de espacio para una población creciente y la falta de planificación permitirán la proliferación de viviendas de peor calidad. La presencia de numerosos pozos permitían el abastecimiento de agua, hasta que en 1940 se hizo extensible la instalación de fuentes. Al no existir alcantarillado, los desechos eran evacuados mediante pozos negros.

### Industria del ladrillo
Durante la década de los años veinte y como consecuencia de las políticas de obras públicas de la dictadura de Miguel Primo de Rivera y gracias al tipo de suelo (canutillo y blanco), por la zona surgieron hornos al aire de fabricación de ladrillo o tejares. La mayoría de dichos centros desaparecería tras la Guerra Civil por no poder competir contra el ladrillo de fábrica. El edificio de Las Ventas, de ladrillo macizo, fue abastecido fundamentalmente del ladrillo producido en el lugar. Muchos de estos tejares eran propiedad de catalanes y valencianos instalados en Madrid en el siglo XIX.

### Calle Alcalá
La actual prolongación de la calle Alcalá, entonces Carretera de Aragón, transcurría entre los términos municipales de Canillejas y Vicálvaro y estuvo atravesado por tres tranvías diferentes. En 1898, Arturo Soria solicitó la concesión de un tranvía que fuese desde Las Ventas, atravesando el Abroñigal, hasta la primera fase de la Ciudad Lineal (hoy barrio de la Concepción). El primero, en 1899 y de tracción animal, cubría la ruta desde Ventas hasta el barrio de la Concepción, pasando cada hora. Tenía cuatro apeaderos: antes del Abroñigal, El Carmen, Quintana y la última entre Pueblo Nuevo y Arturo Soria. El segundo, a partir de 1903, de tracción a vapor, apodado «La Maquinilla», cubría la ruta desde Ventas hasta Canillejas. El tercero, instalado en 1909, estaría electrificado, cubría la ruta desde el puente de Ventas hasta la Glorieta de Cuatro Caminos, pasando por Arturo Soria. En dicho puente arrancaban las líneas que continuaban hasta Sol y, a partir de los años 20, la línea de metro. El precio del trayecto no era fijo, de 5 hasta 35 céntimos, y dependía de la distancia que recorría cada pasajero en cuestión. El tranvía dejaría de funcionar en Madrid en 1972.

### Calle de los Hermanos García Noblejas
Antes de la Guerra Civil recibía el nombre de Camino de la Cuerda y tras el conflicto y durante un breve período de tiempo se llegó a llamar avenida de la Victoria. También se llamó avenida de la Institución Libre de Enseñanza, nombre vigente desde 2017 hasta 2021.  Perteneció a Canillejas hasta 1950, año en que pasó al término municipal de Madrid. A finales de los años 40, al comienzo de la calle, en el cruce con la calle Alcalá se alzó un monumento denominado «Cruz de los Caídos» donde estaban grabados los nombres de bajas en la guerra producidas en el barrio. Algunos de esos nombres servirán para nombrar posteriormente a algunas calles del barrio. Había una placa indicando que el monumento estaba realizado con piedras de la cárcel Modelo. Oficialmente, el monumento fue desmantelado para facilitar el tráfico en ese punto. En la actualidad, los restos del monolito se encuentran en el almacén de la Villa. El cruce con Alcalá y Ciudad Lineal es conocido aún por algunos vecinos sencillamente como «la Cruz».

### Avenida de Daroca
A comienzos del siglo XX se denominaba Camino Alto de Vicálvaro. Abundaban las marmolerías y todo tipo de negocios vinculados al negocio fúnebre, como fábricas de cruces, lápidas y floristas. De una de estas marmolerías saldrá el Retablo de la fachada de la Basílica de El Pilar de Zaragoza.

### Calle Emilio Ferrari
La calle, hacia mediados del siglo XX, contaba con casas bajas, hoteles modestos, campos de labranza y huertas. En las vaguadas aún visibles en la calle se formaban de forma natural arroyos de agua en tiempos de lluvia. La falta de asfaltado y los baches complicaban su tránsito. El colegio San José Salesianas, situado en el número 87 de esta calle, fue construido en 1945 y ampliado en 1952.

### Puente sobre el Abroñigal
Hay referencias del puente ya en el siglo XVII. El puente que se situaba sobre el viejo cauce (con agua unos 300 días al año) del ya desaparecido arroyo recibía el apodo de «los tres ojos». En la actualidad, toda la zona está ocupada por la M-30. La primera línea de casas arrancaba desde el mismo remonte de la ladera de la carretera de Aragón. En la explanada que había antes de cruzar el puente, hubo un atentado el 21 de febrero de 1816 contra Fernando VII de España. Los implicados fueron ejecutados meses después en la plaza de la Cebada. Las pendientes de ambas orillas del arroyo recibían el nombre de Hoyo de Las Ventas. Antes de la guerra Civil, las orillas cercanas al puente estaban ocupadas con huertas y árboles frutales. Después de 1939, los escombros de las casas derrumbadas por las bombas sirvieron para ir colmatando las cuestas. A finales de los años 40, el arroyo evolucionó para convertirse en desagüe de aguas sucias y foco de problemas por las riadas; problemas que casi cuarenta años después solucionó el trazado de la Calle 30. En septiembre de 1998 se inauguró el nuevo Puente de Ventas.

## Demografía
La población Pueblo Nuevo en el año 2015 está en 60.461 habitantes. Desde 2003 a 2015, se ha observado una caída en 5.751 habitantes, es decir, un 9,5% menos. La población que supera los 65 años suma un total de 13.525, representando un 22,3% del total del barrio. La población del distrito de Ciudad Lineal para la misma fecha es de 213.048 habitantes, representando Pueblo Nuevo el 28,3% de los habitantes de dicho distrito. La densidad de habitantes (hab./ha) en 2014 era de 335.

### Tasa de dependencia
La tasa de dependencia (la relación entre la población dependiente y la población productiva del barrio) se obtiene mediante la suma de población de 0 a 14 años (7.242) y la de mayores de 65 (13.525) que arroja una cifra de 20.767. La población entre 14 y 65 años es de 39.694. La tasa de dependencia se sitúa en un 52,3%. 

### Tasa de feminidad
La tasa de feminidad (la relación entre población masculina y femenina) en Pueblo Nuevo era de 1,16. La de Madrid, para el año 2014 fue de 1,14. En el año 2015, en Pueblo Nuevo había 32.501 mujeres frente a 27.960 hombres.

### Población extranjera en Pueblo Nuevo
En el año 2015, la población extranjera sumaba un total de 8.796 habitantes, representando el 14,5% del total. Los extranjeros que superaban los 65 años de edad sumaban 216, representando el 2,4% del total de extranjeros del barrio. La población más numerosa en 2014 fue la de origen hispanoamericana (5.982) seguida de los países de la UE (1.570), asiática (873) y africana (449).

### Paro registrado
Para el año 2013, la población en paro de Pueblo Nuevo sumaba un total de 5.294, de los que 1.114 eran extranjeros.
| Gráfica de evolución demográfica de Pueblo Nuevo entre 1986 y 2017 |
|                                                                    |
| Fuente Ayuntamiento de Madrid/ - Elaboración gráfica por Wikipedia |

## Economía

### Usos del suelo
Existen diversos sectores dedicados tanto a actividades secundarias como a terciarias. Los sectores calificados para uso industrial se concentran en las calles de Villaespesa, José Feliú y Codina y calle de Achuri. En el sector terciario o servicios destacamos la primera línea de locales de la calle Alcalá y la manzana que ocupa el centro comercial de Alcalá Norte.

## Equipamiento

### Administrativo

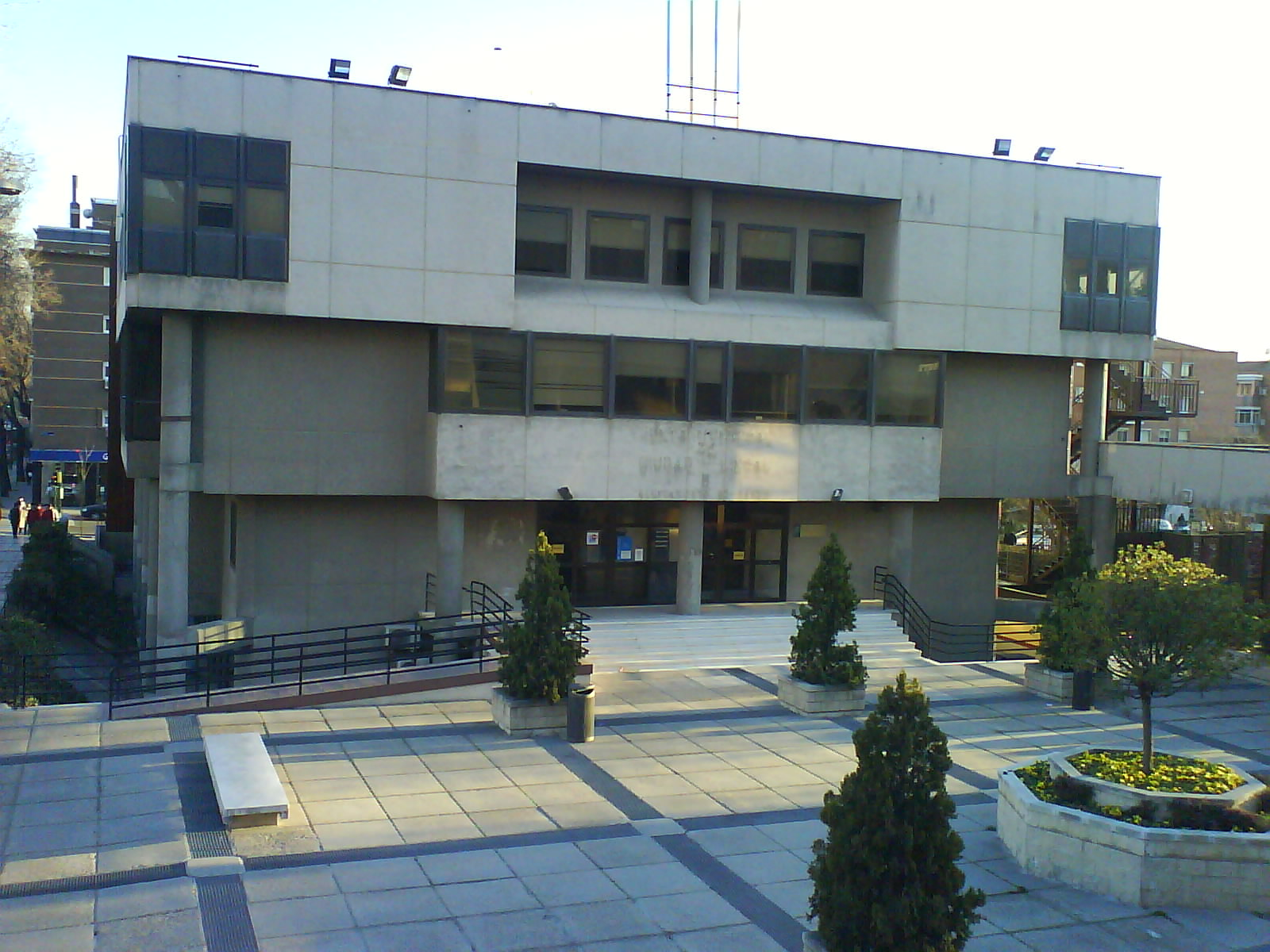
Junta Municipal del Distrito de Ciudad Lineal

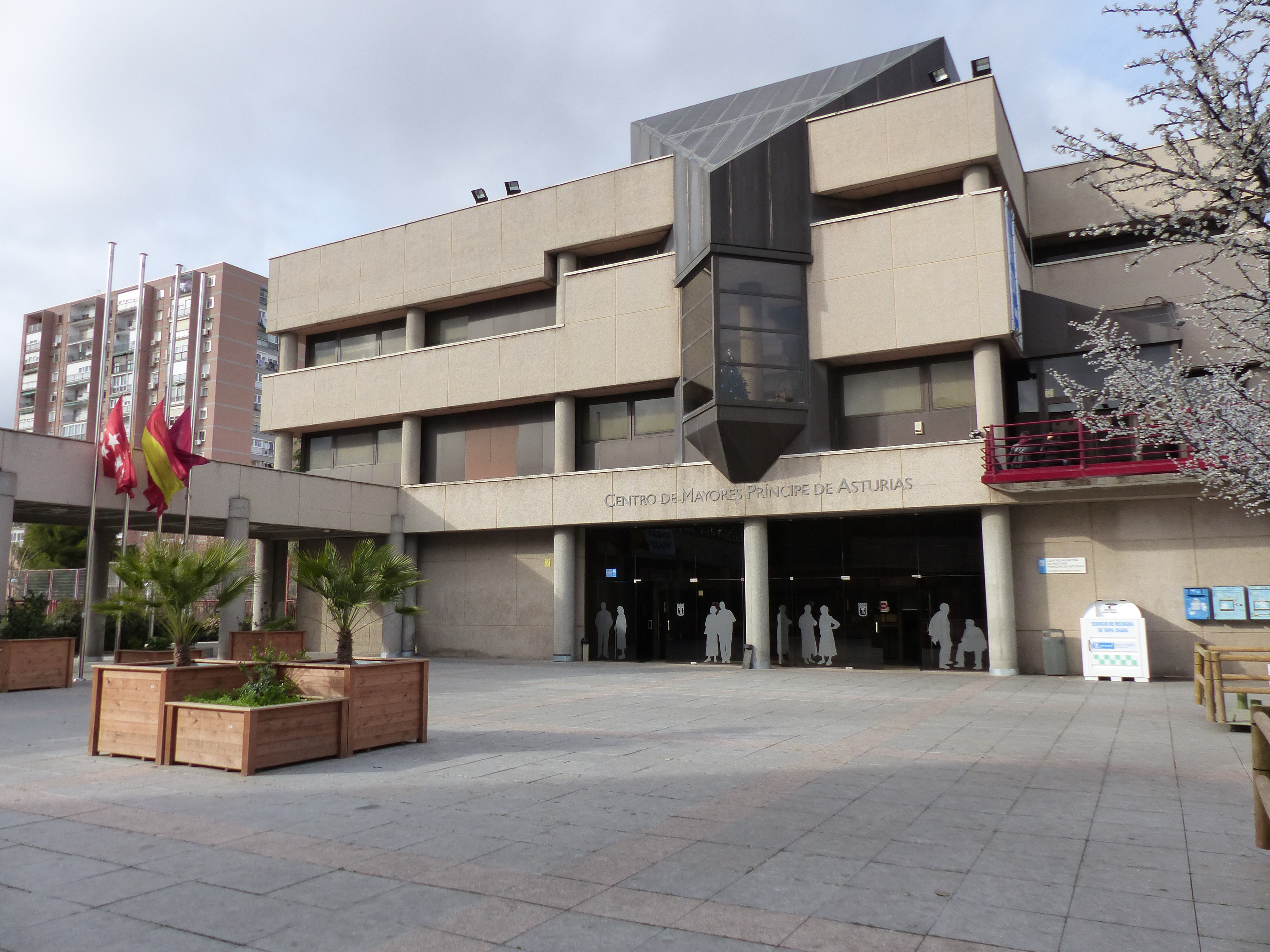
Centro de mayores Príncipe de Asturias

- Junta Municipal del Distrito de Ciudad Lineal (calle de los Hermanos García Noblejas, 16).[20]
- Oficina de Atención al Ciudadano. Distrito de Ciudad Lineal (calle de los Hermanos García Noblejas, 14-16).[20]

### Sanidad

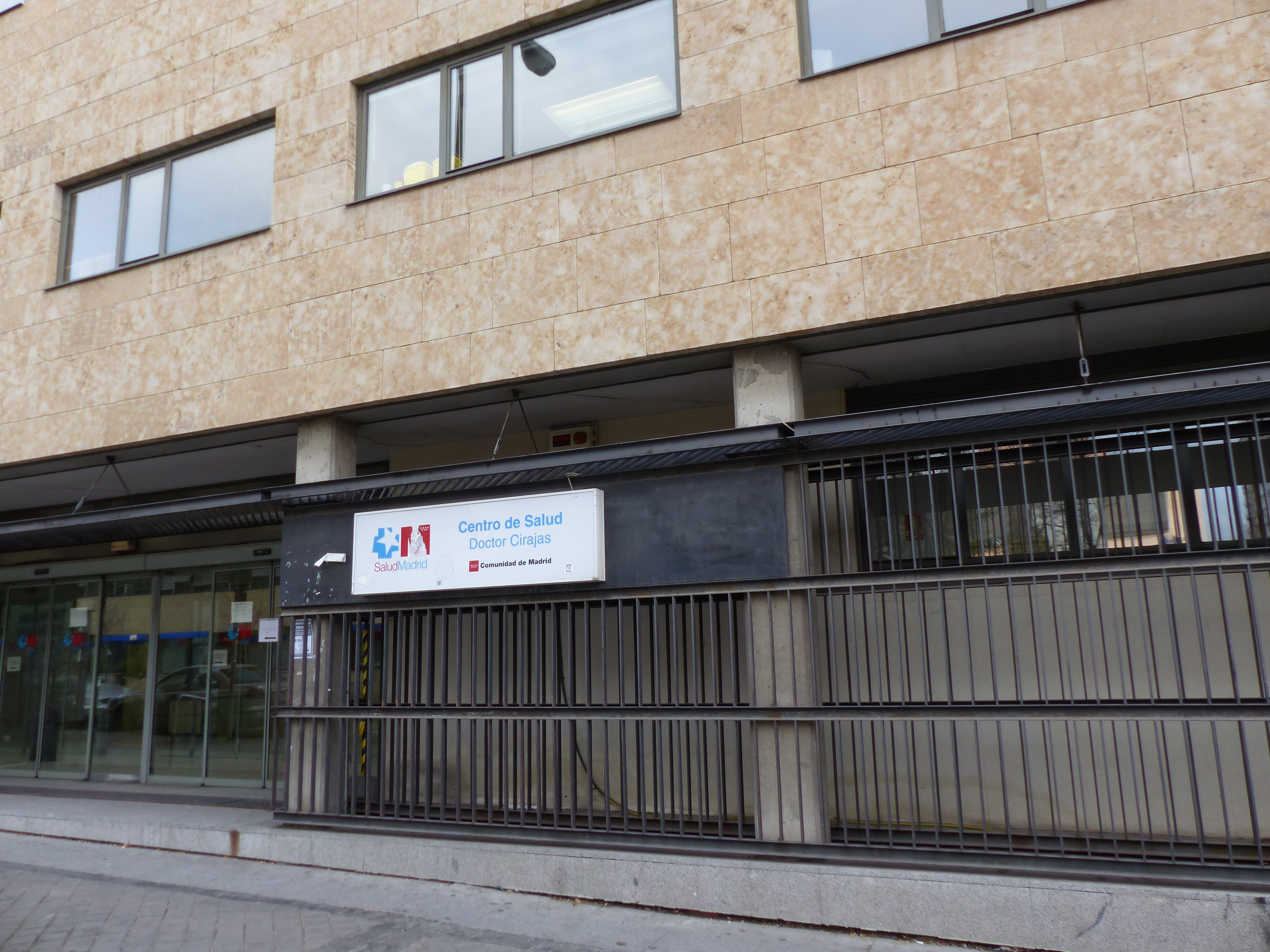
Centro de salud Doctor Cirajas

- Centro de salud Doctor Cirajas (Doctor Cirajas, 20).
- Centro de salud Gandhi (Gandhi, 30)
- Centro de salud García Noblejas (calle de los Hermanos García Noblejas, 168).

### Cultura

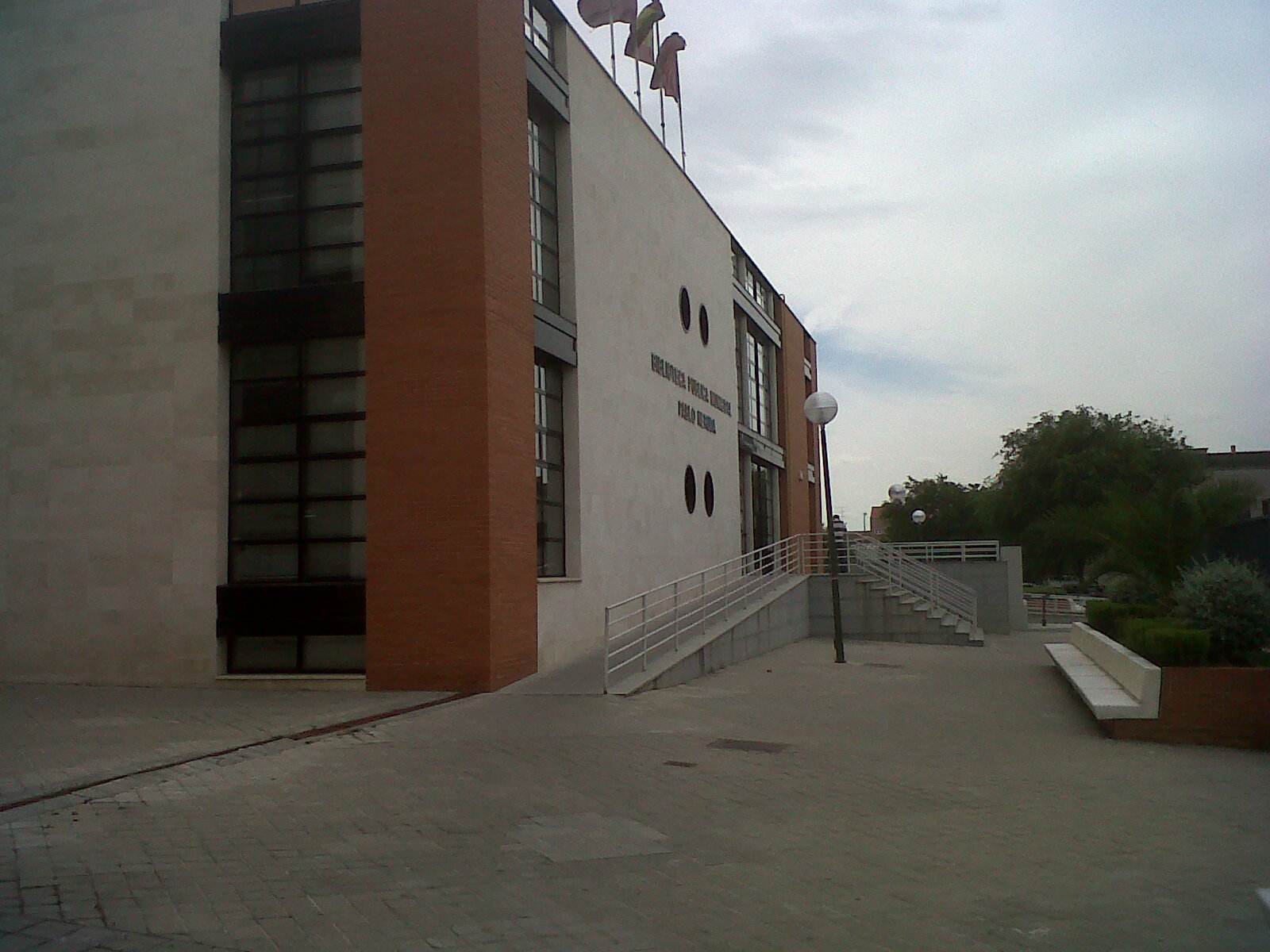
Biblioteca Pablo Neruda

- Centro cultural Príncipe de Asturias (calle de los Hermanos García Noblejas, 14).
- Biblioteca pública municipal Pablo Neruda (Ascao, 4).
- Biblioteca pública municipal Ciudad Lineal (calle de los Hermanos García Noblejas, 14).

### Deportes
- Centro deportivo municipal de Pueblo Nuevo (Francisco Rioja, 14).
- Centro deportivo municipal La Almudena (Nicolás Salmerón, 4).

### Centros religiosos

#### Católicos
- Parroquia de San Jenaro (Vital Aza, 81).
- Parroquia de San Romualdo (Ascao, 30).
- Parroquia de Santo Tomás Apóstol (Portugalete, 2)
- Capilla de las Misioneras de la Unidad (José Arcones Gil, 37).
- Parroquia Nuestra Señora de Sonsoles (Timoteo Domingo, 38).
- Parroquia Nuestra Señora de la Granada (Villasilos, 9).

#### Evangélicos
- Iglesia Evangélica Bautista Pueblo Nuevo (Gutierre de Cetina, 13).
- Iglesia Asamblea de Dios Belén (Ezequiel Solana, 51).
- Congregación Cristiana en España (Lago Constanza, 63).

### Ocio, comercio y esparcimiento

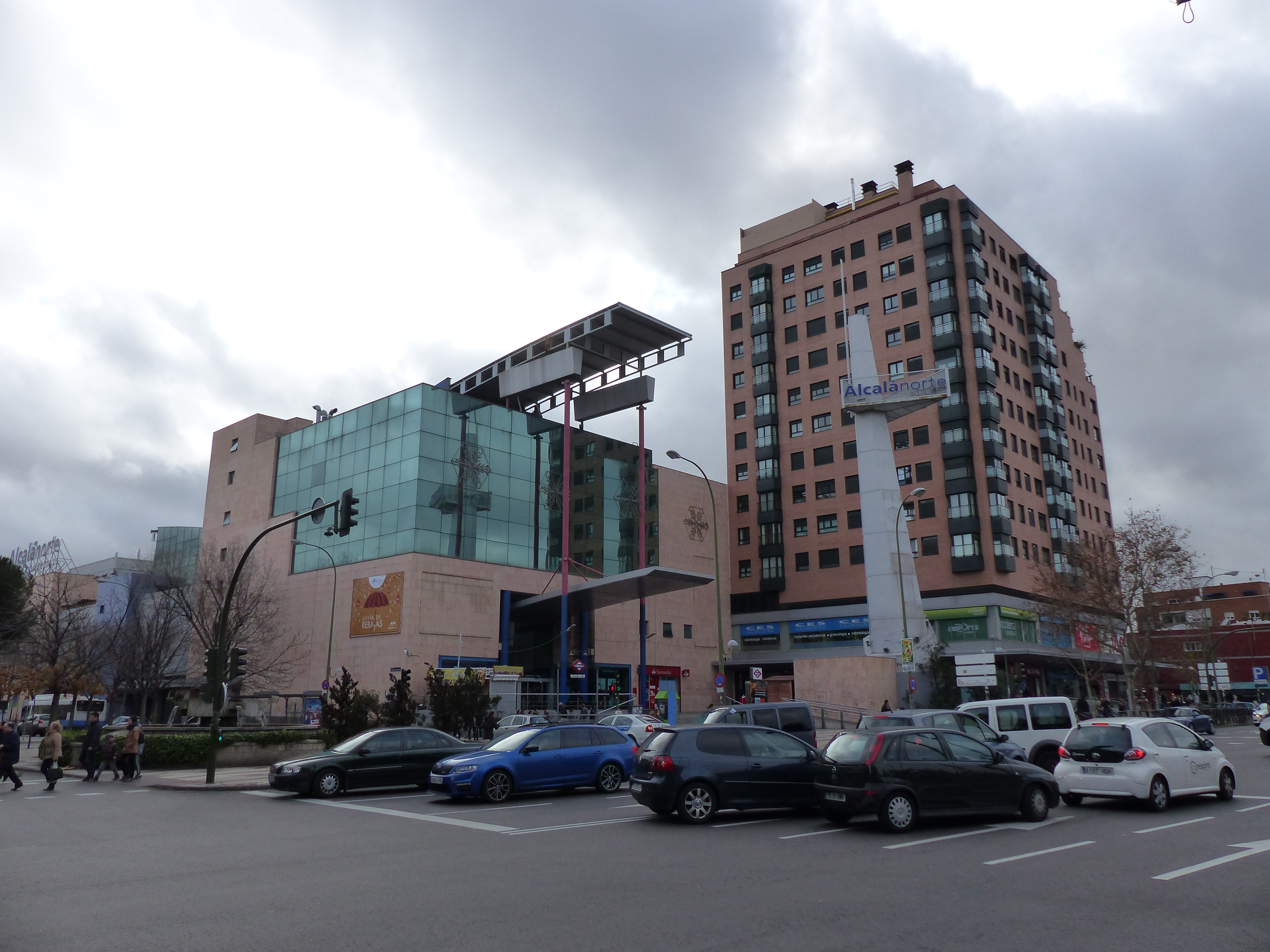
Centro comercial Roselin Alcala Norte

- Roselin Alcala Norte (Alcalá, 414).

### Correos
- Calle de los Hermanos García Noblejas, 30.
- Betancunia, 2.

### Centros educativos privados
- Liceo Madariaga (Francisco Madariaga, 11).
- Colegio Joyfe (Vital Aza, 65). Fundado en 1962, pero en Vital Aza desde 1979.
- Colegio Salesiano Santo Domingo Savio (Santo Domingo Savio, 2). Fundado en 1955 por Rómulo Piño.
- Colegio Concertado San José-Salesianas, (Emilio Ferrari, 87). Fundado en 1942.[5]
- Colegio Jesús-María (calle de los Hermanos García Noblejas, 68).
- Congregación de Misioneras de Acción Parroquial (Emilio Ferrari, 99).
- Colegio Mirasierra (Ascao, 33).
- Colegio María Inmaculada Luis Ruíz, (Luis Ruiz, 26) Fundado en 1942 por Emilia Igartúa Landecho.[5]
- Colegio Cenit (Vital Aza,31) Fundado en 1976
- Colegio María Reina (Calle Gil y Polo, 7 y 9)

### Centros educativos públicos
- Centro de educación de personas adultas Miguel Blasco Vilatela (calle de los Hermanos García Noblejas, 70).
- Colegio público Gandhi (Gandhi, 10).
- Instituto de Educación Secundaria Miguel Delibes (Villaescusa, 17).
- Instituto de Educación Secundaria Barrio de Bilbao (Villaescusa, 19).

### Dotaciones policiales
- Policía Municipal de Madrid - UID Ciudad Lineal (Calle del Peloponeso, 9).

### Zonas verdes
- Parque Arriaga (avenida de Daroca).
- Jardín de los Combatientes de La Nueve.

### Hoteles
- Silken Torre Garden (calle de los Hermanos García Noblejas, 190 bis).

### Otros
- Canal de Isabel II - Depósito de San Blas, (Francisco Largo Caballero, S/N).

### Plan General 2013
En el documento denominado Plan General 2013, hay un apartado donde se especifica un nuevo centro deportivo básico en una manzana ubicada en la calle Luis Ruiz.

## Transportes

Red de autobús dentro del barrio de Pueblo Nuevo.

### Autobuses
El barrio se encuentra muy bien conectado con Hortaleza y las zonas norte y centro de Madrid.
- Así el autobús 4 conecta el barrio con Vicálvaro.
- El 28 atraviesa el barrio por la calle Ascao
- El 38 conecta el barrio con Las Rosas y con Manuel Becerra.
- El 48 conecta el barrio con Canillejas y con Manuel Becerra.
- El 70 conecta el barrio con Plaza de Castilla.
- El 109 se mueve dentro del barrio, desde la calle Alcalá hasta el barrio de Bilbao.
- Para los trayectos nocturnos están los autobuses N5, N6 y N7.

### Metro

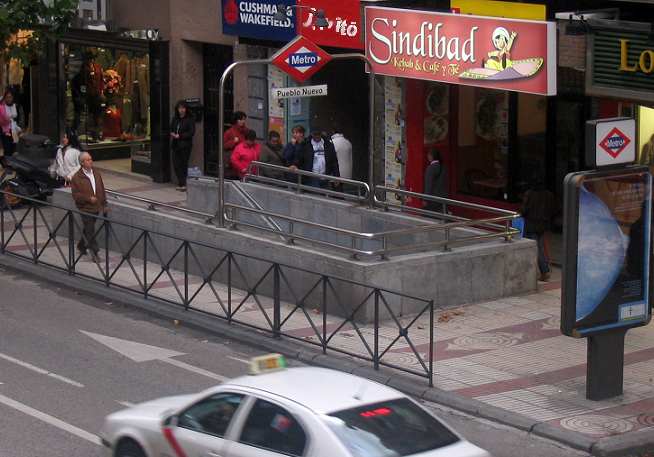
Metro de Pueblo Nuevo en la calle Alcalá.

Por el barrio de Pueblo Nuevo circulan las líneas 2, 5 y 7 del Metro de Madrid teniendo las estaciones de Pueblo Nuevo, Ciudad Lineal, Ascao, García Noblejas y La Almudena.

## Curiosidades
En la calle Antonio Ponz, en 1965, fue detenido Eleuterio Sánchez, apodado «El Lute», tras asaltar varias parcelas. 

## Personas destacadas
- El Fary[7] (1937-2007), cantante y actor español.
- Julián Infante (1957-2000), guitarrista y fundador de los grupos Tequila y Los Rodríguez.